# Arnd von Hildebrinkhusen
Arnd von Hildebrinkhusen war Bürgermeister (consul) der Stadt Brilon von 1288 bis 1289.
Bei Stadtfehden stand der Bürgermeister der städtischen Streitmacht vor, auch hatte er das Recht zur Begnadigung von harten Verurteilungen durch das Stadtgericht bei Straftaten. Er konnte zur Todesstrafe Verurteilte begnadigen.